# Новогригорівка (Запорізький район)
Новогриго́рівка — село в Україні, у Новомиколаївській селищній громаді Запорізького району Запорізької області. Населення становить 67 осіб. До 2020 орган місцевого самоврядування - Софіївська сільська рада.

## Географія
Село Новогригорівка знаходиться на лівому березі річки Верхня Терса, вище за течією на відстані 1 км розташоване село Миколай-Поле, нижче за течією на відстані 3,5 км розташоване село Перепеляче (Синельниківський район), на протилежному березі — село Новотерсянське (Синельниківський район). Через село проходить автомобільна дорога Т 0408.

## Історія
1920 — дата заснування.
12 червня 2020 року, відповідно до Розпорядження Кабінету Міністрів України від № 713-р «Про визначення адміністративних центрів та затвердження територій територіальних громад Запорізької області», увійшло до складу Новомиколаївської селищної громади.
19 липня 2020 року, в результаті адміністративно-територіальної реформи та ліквідації Новомиколаївського району, село увійшло до складу Запорізького району.

## Населення

### Мова
Розподіл населення за рідною мовою за даними перепису 2001 року:
| Мова            | Кількість | Відсоток |
| --------------- | --------- | -------- |
| українська      | 65        | 97.02%   |
| російська       | 1         | 1.49%    |
| інші/не вказали | 1         | 1.49%    |
| Усього          | 67        | 100%     |